# U-745
Unterseeboot 745 foi um submarino alemão do Tipo VIIC, pertencente a Kriegsmarine que atuou durante a Segunda Guerra Mundial.

## Comandantes
| Comandante                | Data                                         |
| ------------------------- | -------------------------------------------- |
| Kptlt. Wilhelm von Trotha | 19 de junho de 1943 - 4 de fevereiro de 1945 |

## Subordinação
Durante o seu tempo de serviço, esteve subordinado às seguintes flotilhas:
| Período                                    | Flotilha                                  |
| ------------------------------------------ | ----------------------------------------- |
| 19 de junho de 1943 - 1 de maio de 1944    | 8. Unterseebootsflottille (treinamento)   |
| 1 de maio de 1944 - 4 de fevereiro de 1945 | 8. Unterseebootsflottille (serviço ativo) |